# Ulica Josipine Turnograjske (Ljubljana)
Ulica Josipine Turnograjske (deutsch: Josipina-Turnograjska-Gasse) ist der Name einer Straße im Stadtbezirk Center von Ljubljana der Hauptstadt Sloweniens. Sie ist benannt nach dem Pseudonym der slowenischen Dichterin und Komponistin Josipina Toman (1833 bis 1854).

## Geschichte
Die Straße wurde 1934 in den Gärten  des Ursulinenklosters als Turnograjska ulica neu angelegt und erhielt 1937 ihren heutigen Namen.

## Lage
Die Straße beginnt an der Kreuzung Erjavčeva ulica mit Igriška ulica und verläuft etwa 130 Meter nach Norden. Bis zum Plečnikov trg ist sie Autostraße und mündet dann als Fußgängerstraße in die Šubičeva ulica.

## Bauwerke und Einrichtungen
Die wichtigsten Bauwerke und Einrichtungen entlang der Straße sind von Süden nach Norden:
- Ursulinenkloster
- Maximarket